# Saddlebrooke (Arizona)
Saddlebrooke es un lugar designado por el censo ubicado en el condado de Pinal en el estado estadounidense de Arizona. En el Censo de 2010 tenía una población de 9614 habitantes y una densidad poblacional de 126,72 personas por km².

## Geografía
Saddlebrooke se encuentra ubicado en las coordenadas 32°32′25″N 110°51′21″O / 32.54028, -110.85583. Según la Oficina del Censo de los Estados Unidos, Saddlebrooke tiene una superficie total de 75.87 km², de la cual 75.87 km² corresponden a tierra firme y (0%) 0 km² es agua.

## Demografía
Según el censo de 2010, había 9.614 personas residiendo en Saddlebrooke. La densidad de población era de 126,72 hab./km². De los 9.614 habitantes, Saddlebrooke estaba compuesto por el 95.81% blancos, el 0.79% eran afroamericanos, el 0.24% eran amerindios, el 0.87% eran asiáticos, el 0.01% eran isleños del Pacífico, el 1.36% eran de otras razas y el 0.92% pertenecían a dos o más razas. Del total de la población el 4.87% eran hispanos o latinos de cualquier raza.